# Pollo al limone
Il pollo al limone o pollo in salsa di limone (西檸雞, pronuncia cantonese: ning⁴ mung¹ gai¹) è un piatto tipico della cucina cinese, creato e tramandato non dalla cucina tradizionale ma dalle comunità cinesi sparse nel mondo.

## Preparazione
La ricetta tradizionale prevede una salsa preparata con vino di riso e salsa di soia.
Nella cucina canadese il piatto consiste in un pezzo di carne di pollo rosolato o fritto per immersione e ricoperto da una spessa salsa agrodolce al limone.
In Australia invece i pezzi di pollo sono relativamente più grandi e vengono bagnati con il succo di limone prima di essere cotti in forno. Altre versioni invece richiedono sempre l'uso di una pastella e della frittura come metodo di cottura.
In Italia esiste invece un piatto, chiamato anch'esso pollo al limone, ma completamente slegato dalla ricetta cinese. Nella versione italiana infatti l'intero pollo viene arrostito assieme a del vino bianco, timo, un soffritto di mirepoix e succo di limone fresco anziché la salsa.
In Spagna esiste una variante simile a quella italiana, chiamata pollo al romero con limón y piñones, che prevede l'utilizzo, oltre alla salsa, di pinoli, rosmarino e prosciutto affettato.
In Francia viene utilizzata anche la senape di Digione o bourguignonne.